# کودکان (فیلم ۱۹۹۰)
کودکان (انگلیسی: The Children) فیلمی به کارگردانی تونی پالمر است. از بازیگران آن می‌توان به بن کینگزلی، کیم نواک و جرالدین چاپلین اشاره کرد.